# Eckhard Kremers
Eckhard Kremers (* 1949 in Elz) ist ein deutscher Maler und Bildhauer.

## Leben
Eckhard Kremers arbeitet seit 1981 als freischaffender Künstler. Seine künstlerische Ausbildung erhielt er von 1971 bis 1976 an der Staatlichen Akademie der Bildenden Künste Stuttgart. Mit einem Sprachstipendium des Deutschen Akademischen Austauschdiensts (DAAD) studierte Eckhard Kremers von 1976 bis 1978 moderne japanische Sprache an der Universität Bonn sowie an The Naganuma School (Tokyo School of Japanese Language) in Tokio. Von 1978 bis 1980 studierte er mit einem Stipendium des japanischen Kultusministeriums (Mombu-shō) Malerei und Ästhetik an der Kunstuniversität Tokio. 1993 erhielt er die Professur für Gestaltungslehre an der Fakultät Gestaltung der HAWK Hochschule für angewandte Wissenschaft und Kunst Hildesheim/Holzminden/Göttingen. Von 2000 bis 2016 war Eckhard Kremers Professor an der Philipps-Universität Marburg, wo er 2010 maßgeblich an der Einführung des Masterstudiengangs Bildende Kunst am Institut für Bildende Kunst beteiligt war. Das Werk von Eckhard Kremers umfasst Malerei, Druckgrafik, Bildhauerei und Fotografie.

## Kataloge
- Vestigia Terrent - Radierungen. Ausstellungskatalog. Verein für Originalradierung, München 1993.
- Alte Meister und andere. Ausstellungskatalog. Fillibach, Freiburg 2001, ISBN 978-3-931240-18-9.
- mit und auf Papier. Ausstellungskatalog. Kunstmuseum Mülheim an der Ruhr, Mülheim an der Ruhr 2003, ISBN 3-928135-37-6.
- vom Vergessen. Ausstellungskatalog. Ludwig Museum Koblenz und Sankt Kastor Basilika, Koblenz 2012, ISBN 978-3-9807967-9-8.
- Röcke - Im Dialog XIII. Ausstellungskatalog. Stadtkirche Darmstadt, Freshup Publishing, Stuttgart 2013, ISBN 978-3-938023-83-9.
- Bouquet X. Ausstellungskatalog. Kerber Verlag, Bielefeld 2013, ISBN 978-3-86678-879-4.